# Христо Динев
 Тази статия е за артиста.  За революционера вижте Христо Динев (революционер).  
Христо Христов Динев е български драматичен артист, представител на реалистичната актьорска школа. Най-прочут е с ролята си на възрастния актьор в „Един снимачен ден“ (1969).

## Биография
Динев е роден в 1900 година в голямото леринско село Пътеле, тогава в Османската империя, днес в Гърция. Баща му е революционер от ВМОРО. Емигрира в България и от 1919 до 1921 г. пее в хора на Варненския театър. Играе в различни театри в България - от 1921 до 1926 година във Варна, от 1926 до 1927 в Пловдив, от 1927 до 1934 отново във Варна, от 1934 до 1935 в Русе, от 1937 до 1938 в Бургас и от 1938 до 1942 отново във Варна.
След освобождението на по-голямата част от Вардарска Македония през април 1941 година Динев играе в българския театър в Скопие (1942 - 1943). От 1952 до 1957 г. работи в Студия за игрални филми.
Сред по-известните роли на Динев са Странджата („Хъшове“), Златил („Боряна“ на Йовков), Марко Петрович („В полите на Витоша“) и други. Динев сътрудничи на списание „Българан“ и е автор на хумористични разкази, както и на театралните мемоари „Пътешествие по суша и вода“ (1971).

Жени се за Евгения Кирилова Стоянова от Палеор, с която имат дъщеря – актрисата Катя Динева.
Негов личен фонд се съхранява в Държавен архив – Варна.

## Филмография
- „Септемврийци“ (1954) – Вълков
- „Неспокоен път“ (1955) – Миразчията
- „Две победи“ – бай Кольо (премиера: 31 декември 1956 г.)
- „Димитровградци“ – бай Райко (премиера: 30 април 1956 г.)
- „Земя“ – (премиера: 4 март 1957 г.)
- „Ребро Адамово“ (1956) – миньор (премиера: 1 октомври 1958 г.)
- „Хитър Петър“ – (премиера: 16 май 1960 г.)
- „Маргаритка“ - портиерът в Плевенския театър – (премиера: 16 октомври 1961 г.)
- „Легенда за Паисий“ – чорбаджи Лазко (премиера: 23 март 1963 г.)
- „На тихия бряг“ – (премиера: 22 април 1963 г.)
- „Ивайло“ (1963) – (премиера: 17 февруари 1964 г.)
- „Вечен календар“ – дядо Дойно (премиера: 2 май 1966 г.)
- „Мълчаливите пътеки“ – (премиера: 10 май 1967 г.)
- „Последният войвода“ (1967) – Драганов, председателят на Централния комитет (премиера: 12 януари 1968 г.)
- „Първият куриер“ („Первый курьер“), СССР/България – (премиера: 1 март 1968 г.)
- „Един снимачен ден“ (тв, 1968) – старият актьор (премиера: 10 април 1969 г.)
- „На всеки километър“ (1969, 1971), 26 серии (премиера: 20 август 1969 г.) – (в XIX серия: „Хищникът“, 1971)
- „Тръгни на път“ – дядо Тодор (премиера: 1969 г.)
- „Демонът на империята“ (10 сер. тв, 1971) – ходжата
- „Тихият беглец“ – (премиера: 2 юни 1972 г.)
- „Бягство в Ропотамо“ – старецът (премиера:	13 юли 1973 г.)
- „Къщи без огради“ – съсед (премиера: 8 февруари 1974 г.)
- „На живот и смърт“ 3 серии – (премиера: 6 декември 1974 г.)
- „Алруна, после морето и накрая бомбето“ (1974)